# Sustancia peligrosa
Las sustancias peligrosas son elementos químicos y compuestos que presentan algún riesgo para la salud, para la seguridad o el medio ambiente. 
En el año 2005 se calculaba que existían unas 30000 sustancias peligrosas de uso cotidiano sin conocer ni a medio ni largo plazo los posibles efectos para la salud. Algunos de estas sustancias tan peligrosas como las llamadas PBDE o polibromodifeniléteres, usados como retardantes para el fuego, en pijamas o televisores, el DDT sustancia acumulable en el cuerpo humano y propuesto.

## Normativa
Dentro de la Unión Europea es de aplicación el Reglamento (CE) n.º 1272/2008 de 16 de diciembre de 2008 sobre clasificación, etiquetado y envasado de sustancias y mezclas, que deroga y/o modifica las Directivas 67/548/CEE y 1999/45/CE y le Reglamento (CE) n.º 1907/2006
Cada país ha tenido que transponer la Directiva a su legislación local.
La primera clasificación es según sus propiedades:
1 – Propiedades físicas (sólidos, líquidos o gases). De acuerdo a las características de la emergencia, los materiales pueden ser afectados por determinadas propiedades físicas como son la densidad de vapor, la capacidad de disolverse en agua, peso específico y punto de ebullición.
2 – Propiedades químicas (con relación a la salud, la combustibilidad y la reactividad). Se refiere a la producción de sustancias tóxicas peligrosas para la vida de las personas, el medio ambiente y también por su capacidad para quemarse o explotar: nivel tóxico, corrosión, radioactividad, punto de inflamación, temperatura de ignición, capacidad de oxidación, inestabilidad y reactividad con el aire o el agua.
Clasificación por clases hay 9 tipos de sustancias o materiales peligrosos:
Explosivos.
Gases.
Líquidos inflamables.
Sólidos inflamables.
Materiales oxidantes.
Materiales venenosos.
Materiales radioactivos.
Materiales corrosivos.
Otros materiales regulados.
Clase 1 -  Explosivos
Son materiales o dispositivos que liberan gas y calor; su funcionamiento puede ser por efectos del calor, golpes o contaminación y los resultados pueden derivar en riesgos mecánicos o térmicos.
La primera división es según el riesgo de explosión masiva, es decir, instantáneamente explota toda la carga, como por ejemplo dinamita y TNT.
Otra división son los explosivos con riesgo de proyección. Proyectiles o fragmentos, bengalas y cuerdas detonantes.
Otra son los explosivos que tienen riesgo de incendio además de voladura y proyectiles. Es el caso de los motores de cohetes y fuegos de artificios especiales.
También se dividen en aquellos que tienen un riesgo menor de explosión como son los fuegos artificiales de uso común y munición de armas pequeñas.
Le siguen los explosivos con riesgo de explosión masiva, siendo extremadamente estables con baja posibilidad de explosión. Es el ejemplo del Nitrato de Amonio y Mezclas de aceites combustibles.
Por último, la división  de aquellos que son extremadamente insensibles con bajo riesgo de explosión en masa, es decir que difícilmente pueden explotar en forma accidental.
Clase 2 - Gases
Este tipo de materiales pueden ser comprimidos o licuados, tanto por presión como por frío extremo o disueltos bajo presión. Las consecuencias en las personas pueden ser quemaduras por congelamiento y/o envenenamiento.
Los principales riesgos asociados con gases es la ruptura violenta, por condiciones de fuego o no, la inflamabilidad, la corrosividad y la asfixia y las características para mantener una combustión.
Los gases se dividen en: inflamables: se encienden fácilmente y se queman rápidamente. Es el caso del Cloruro de Metilo, Gas Licuado de Petróleo, Acetileno e Hidrógeno.
Gases no inflamables: material comprimido que no se quema y soporta la combustión. Por ejemplo Dióxido de Carbono, Argón Criogénico, Amoníaco, Anhidro.
Gases venenosos: son tóxicos y constituyen un serio riesgo para la salud como el Cloro, Bromuro de Metilo y Fosgeno.
Clase 3: Líquidos inflamables y combustibles
El Líquido Inflamable: es un líquido que tiene un punto de inflamación bajo los 37 °C. (100 °F) Es el caso de la gasolina, Alcohol Etílico y Tolueno.
Líquido Combustible: líquido con punto de inflamación en o sobre los 37 °C y bajo los 93 °C. (100 °F - 200 °F ). Ejemplo: Aceites Combustibles, Combustible, Diesel, Solventes, Líquido Pirofórico. También es el material que se inflama espontáneamente en presencia de aire seco o húmedo en o bajo 54 °C. Es el caso de Alquil Aluminio, Nitrato de Torio.
Clase 4: Sólidos inflamables
El primer tipo es el material sólido, no explosivo, susceptible de causar fuego mediante fricción o el calor retenido de los procesos de fabricación, o fácilmente inflamable al contacto con el aire o agua. Incluye los sólidos inflamables, líquidos y sólidos reactivos.
La primera división son los sólidos que se encienden y se queman con facilidad, arden incesantemente dificultándose la extinción; pueden ser explosivos humedecidos, materiales autoreactivos y sólidos de fácil combustibilidad. Es el caso de los pellets, virutas, cintas de Magnesio y Nitrocelulosa.
Le siguen los materiales de combustión espontánea (pirofosfóricos) y autocalentamiento; entran en ignición al contacto con aire. Por ejemplo Álcalis de Aluminio, Carboncillo, Fósforo, desechos de Algodón.
Además hay materiales que entran espontáneamente en inflamación y pueden liberar gases inflamables o tóxicos al entrar en contacto con aire húmedo o con agua. Es el caso de Carburo de Calcio, Polvos de Magnesio e Hidruro de Sodio.
Otra clase son los materiales oxidantes y peróxidos orgánicos. Estos materiales producen oxígeno estimulando así la combustión de materias orgánicas e inorgánicas.
Se dividen en:
Oxidantes: Por su aporte de oxígeno pueden aumentar o causar la combustión de otros materiales, aún en ausencia de aire. Es el ejemplo del Nitrato de Amonio, Hipoclorito de Calcio y Peróxido de Hidrógeno.
Peróxidos Orgánicos: Se trata de materiales que además de mejorar la combustión de otros materiales, pueden ser sensibles al calor, fricción o golpes. Algunos de éstos, al descomponerse, pueden entrar llegar a encenderse si las condiciones de temperatura ambiental son las adecuadas. Por ejemplo,  Ácido Peroxiacético, Peróxido de Benzol, Peróxidos Blanqueadores.
Clase 6: Materiales venenosos e irritantes
Los efectos de esta clase de materiales pueden ser sobre toda forma de vida, ya sea de las personas, de los animales o de los vegetales. Las vías de ingreso al organismo pueden ser cutánea, por ingestión o por inhalación. Además pueden ser venenosos, inflamables y corrosivos.
Se dividen en materiales venenosos incluyendo anilinas, Compuestos de Arsénico, Tetracloruro de Carbono, Ácido Hidrociánico. Como irritantes se clasifican los Gases lacrimógenos y etiológicos. Entre estos últimos, se hallan aquellos agentes que poseen el potencial de causar enfermedades en seres humanos, como los gérmenes y toxinas. Por ejemplo Botulismo, Rabia, Sida, Hepatitis, etc.
Clase 7: Materiales radioactivos
Estos materiales se caracterizan por emitir diferentes tipos de partículas, por su nombre son Alfa, Beta y Gama. Los efectos de las mismas pueden ser a nivel biológico o se pueden evidenciar por las quemaduras causadas en aquellos organismos expuestos a las mismas.
Clase 8: Materiales corrosivos
Son materiales que al entrar en contacto con la piel provocan daños, también provocan la  corrosión o debilitamiento del acero y aluminio y los vapores que despiden pueden resultar venenosos e irritantes. Algunos de ellos reaccionan al contacto con el agua. Ejemplos: Ácido Hidroclórico, Ácido Nítrico, Hidróxido de Sodio (Soda Caústica), Ácido Sulfúrico.
Clase 9: Materiales regulados
Son materiales no incluidos en otra clase de riesgo durante el transporte pero pueden ser  anestésicos, nocivos o causar irritaciones. En el caso de Naftaleno, Cal Viva, material magnetizado, elementos de limpieza casera.

## Envasado y etiquetado
Las sustancias peligrosas, y los preparados que las contengan, deberán ser envasadas en envases adecuados a los que no les ataque la sustancia. Estos envases deberán tener sistemas de cierre que además, en algunos casos, serán de seguridad para niños. 
Los envases deberán también, en la mayoría de los casos, llevar marcas de peligro detectables al tacto.

## Frases de peligro y consejos de precaución
Con el fin de estandarizar las descripciones de los riesgos específicos atribuidos a las sustancias y preparados peligrosos en todos los idiomas de la Unión Europea se han definido una serie de frases, llamadas frases R, que se encuentran en el Anexo III de la Directiva.

## Ficha de datos de seguridad
La ficha de datos de seguridad recoge, en 16 apartados, toda la información relativa a la seguridad de la sustancia, a las condiciones de uso y manejo, y a los métodos de actuación en caso de accidente o malestar.